# Værker af Christian Sinding
Dette er en liste over værker af den norske komponist Christian Sinding.

## Piano

### Piano Solo
- Suite for piano, Op. 3
- Etude, Op. 7
- Skizze, Op. 20
- Fünf Stücke, Op. 24
- Sieben Stücke, Op. 25
- Sechs Stücke, Op. 31
- Marche grotesque, Op. 32, No. 1
- Frühlingsrauschen, Op. 32, No. 3
- Popular song, Op. 32, No. 4
- Serenade, Op. 33, No. 4
- Sechs Charakterstücke, Op. 34
- 15 Caprices, Op. 44
- Six Burlesques, Op. 48
- Melodies Mignonnes, Op. 52
- Quatre Morceaux Caractéristiques, Op. 53
- Quatre Morceaux de Salon, Op. 54
- Cinq Études, Op. 58
- Fünf Stücke, Op. 62
- Acht Intermezzi, Op. 65
- Acht Intermezzi, Op. 72
- Sechs Stücke, Op. 74
- Mélodie, Op. 76
- Zehn Studien und Skizzen, Op. 82
- Quatre Morceaux, Op. 84
- Sieben Stücke, Op. 86
- Drei Stücke, Op. 88
- Piano Sonata in B minor, Op. 91
- Quatre Miniatures, Op. 93
- Fatum, Op. 94
- Des Morgens, Op. 97, No. 1
- Auf dem Wasser, Op. 97, No. 2
- Intermezzo, Op. 97, No. 3
- Gewitter, Op. 97, No. 4
- Aquarell, Op. 97, No. 5
- Stimmung Op. 103, No. 5
- Zehn Jugendbilder, Op. 110
- Fünf Stücke, Op. 113
- Sechs Stücke, Op. 115
- Drei Intermezzi, Op. 116
- Fantaisies, Op. 118
- Am Spinett, Op. 122
- Drei Stücke, Op. 125
- Drei Stücke, Op. 127
- Cinq Compositions, Op. 128a
- Serenade
- Irrlicht
- Alla Marchia
- Pompose
- Piano Sonata in F minor

### Piano, four hands
- Suite for piano 4 hands in F major, Op. 35a
- Waltzes for piano 4 hands in G major (1st version), Op. 59, No. 3
- Waltzes for piano 4 hands in G major (2nd version), Op. 59, No. 3
- Waltzes for piano 4 hands in E minor, Op. 59, No. 4
- Acht Stücke for piano 4 hands, Op. 71
- Nordische Tänze und Weisen for piano 4 hands, Op. 98

### Two Pianos
- Variationer for to pianoer i E-flat major, Op. 2
- Andante for to pianoer, Op. 41, No. 1

## Instrument solo
- Suite i D minor for violin solo, Op. 123

## kammer musik

### Violin og Piano
- Romance i e minor for violin og piano, Op. 9
- Suite ‘Im alten Stil’ for violin og piano, Op. 10
- Violin Sonata i C major, Op. 12
- Suite i F major, Op. 14
- Violin Sonata i E major, Op. 27
- Romance i e minor for violin og piano, Op. 30
- Prélude for violin og piano, Op. 43, No. 3
- Scènes de la Vie for violin og piano, Op. 51
- Elegy for violin og piano, Op. 61, No. 2
- Ballade for violin og piano, Op. 61, No. 3
- Violin Sonata i F major, Op. 73
- Cantus doloris (Mourning Song) for violin og piano, Op. 78
- Romance i F major for violin og piano, Op. 79, No. 1
- Romance for violin og piano, Op. 79, No. 2
- Air for violin og piano, Op. 81, No. 1
- Ständchen for violin og piano, Op. 89, No. 1
- Abendlied for violin og piano, Op. 89, No. 3
- Suite i G minor for violin og piano, Op. 96
- Violin Sonata ‘Im alten Stil’ i D minor, Op. 99
- Romance for violin og piano, Op. 100
- Elegy for violin og piano, Op. 106, No. 1
- Berceuse for violin og piano, Op. 106, No. 2
- Andante religioso for violin og piano, Op. 106, No. 3
- Drei Präludien for violin og piano, Op. 112
- Drei Capricci for violin og piano, Op. 114
- Abendstimmung, Op. 120a
- Violin Sonata i A major
- Violin Sonata i G major

### Cello and Piano
- Sechs Stücke for cello og piano, Op. 66
- Nordische Ballade for cello og piano, Op. 105

### Piano Trio
- Piano Trio No. 1 i D major, Op. 23
- Piano Trio No. 2 i A minor, Op. 64
- Piano Trio No. 3 i C major, Op. 87

### Piano kvartet
- Piano kvartet

### Piano kvintet
- Piano kvintet i E minor, Op. 5

### String kvartet
- String kvartet in A minor, Op. 70
- String kvartet

### Andre
- Serenade for 2 violiner og piano, Op. 56, No. 1
- Serenade for 2 violiner og piano, Op. 92, No. 2

## Orgel
- Hymnus, Op. 124

## Orkesterværker

### Symfonier
- Symfoni No. 1 in D minor, Op. 21
- Symfoni No. 2 in D major, Op. 83
- Symfoni No. 3 in F major, Op. 121
- Symfoni No. 4, rhapsody for orchestra (‘Frost and Spring’), Op. 129

### Piano og Orchestra
- Piano koncert i D-flat major, Op. 6

### Violin og Orkester
- Suite i A minor for violin og orkester, Op. 10
- Violin koncert No. 1 i A major, Op. 45
- Legende for violin og orkester, Op. 46
- Violin Concerto No. 2 i D major, Op. 60
- Romance i D major for violin og orkester, Op. 100
- Violin Concerto No. 3 i A minor, Op. 119
- Abendstimmung for violin og orkester, Op. 120a

### Andre
- Episodes Chevaleresques, Op. 35b
- Rondo Infinito for orkester, Op. 42
- Feststimmung i Skorpen, Op. 120b
- Overture for orkester

## Koral Musik
- Til Molde, Op. 16 – cantata for blandet kor, orkester, og baritone solo.
- Fire Sange, Op. 47
- Mannamaal, Op. 67
- Kantate ved Hundreaarsfesten i det Kongelige Selskab for Norges Ve, Op. 102
- Zwei Lieder, Op. 104
- Vier Lieder, Op. 108
- Jubilæumskantate, Op. 117
- Carmen Nuptiale
- Kantate ved Abeljubilæet

## Lieder
- Alte Weisen, Op. 1
- Ranker og Roser, Op. 4
- Tekster, Op. 8
- Sechs Lieder und Gesänge, Op. 11
- Ti Digte af 'Sangenes Bog', Op. 13
- Maria Gnadenmutter, Op. 15, No. 1
- Rosmarin, Op. 15, No. 2
- Es starben zwei Schwestern, Op. 15, No. 3
- Die Bettelfrau singt, Op. 15, No. 4
- Wiegenlied, Op. 15, No. 5
- Fem Sange, Op. 17
- Seks Sange, Op. 18
- Fem Sange, Op. 19
- Galmandssange, Op. 22
- Zehn Lieder aus Winternächte, Op. 26
- Symra, Op. 28
- Rytmeskvulp, Op. 29
- Fra Vår til Høst, Op. 36
- Tonar, Op. 37
- Bersøglis og Andre Viser, Op. 38
- Fire Gamle Danske Romanser, Op. 39
- Strengjeleik, Op. 40
- 14 Danske Viser og Sange, Op. 50
- Sylvelin og Andre Viser, Op. 55
- Nemt, Frouwe, Disen Kranz, Op. 57
- Fünf Duette, Op. 63
- Roland zu Bremen, Op. 64b
- Fire Songar, Op. 68
- Fem Songar, Op. 69
- Symra, Op. 75
- Sieben Gedichte, Op. 77
- Inga, Op. 80, No. 4
- No dalar Soli, Op. 80, No. 5
- Kvælden, Op. 80, No. 7
- Gedichte, Op. 85
- Nyinger, Op. 90
- Tre Blomstersange, Op. 95
- Vier Gedichte, Op. 101
- Vier Balladen und Lieder, Op. 107
- Vier Balladen und Lieder, Op. 109
- A Cradle Song, Op. 126, No. 1
- Barcarole, Op. 128, No. 4
- Farvel, Op. 130, No. 2
- Spring Day
- Narcissus
- Amber: Rav
- Little Kirsten
- A Bird Cried
- It Is a Summer Evening as Before
- Sylvelin
- The Maiden In the Poppy Field
- There Once Was a Little Hen
- Poppy in the Field
- Mother of God, Exalted, Mild
- A Frightened Bird Flies from the Grove
- The Stars Shine So Red
- The Dark Wine
- In Forest Lies a Calm Lake
- Mary, Mother of Mercy
- Many Dreams
- A Woman
- Boat-Song
- How the Bright Moon Shines
- My Eyes Shine
- Little Rose Bit into the Apple
- I Fear No Ghosts
- All My Wisdom
- Song of a Little Sunshine
- The Arabian Tale of Antar and Abla (Sange af den Arabiske fortoelling Antar og Abla): Stridssang (Battle Hymn)
- The Arabian Tale of Antar and Abla (Sange af den Arabiske fortoelling Antar og Abla), for voice & piano: Kjærlighetssang (Love Song)
- Sulamith’s Sang
- To Sange
- Bondesang
- Et Efterår
- End Er Jeg Stemt
- Til Edvard og Nina Grieg
- Mot
- Perler
- Die heiligen drei Könige
- The New Moon